# (7752) Otauchunokai
(7752) Otauchunokai est un astéroïde de la ceinture principale.

## Description
(7752) Otauchunokai est un astéroïde de la ceinture principale. Il fut découvert le 31 octobre 1988 à Ojima par Tsuneo Niijima et Kiyotaka Kanai. Il présente une orbite caractérisée par un demi-grand axe de 2,30 UA, une excentricité de 0,15 et une inclinaison de 3,8° par rapport à l'écliptique.

## Compléments